# Dylan Penn
Dylan Frances Penn (Los Angeles, 13 aprile 1991) è un'attrice e modella statunitense.

## Carriera
Nata e cresciuta a Los Angeles, in California, figlia dell'attore e regista Sean Penn e dell'attrice Robin Wright, i suoi primi scatti come modella, con l'agenzia di moda Premier Model Management, sono stati per dei manifesti pubblicitari del marchio Gap nel 2013. Poi è apparsa su GQ nel dicembre 2013, su W nel gennaio 2014 e Elle nel marzo 2014.
Penn ha posato per il fotografo Tony Duran per la rivista Treats! nell'aprile 2014. Nel giugno 2014 è apparsa nel video musicale della canzone di Nick Jonas dal titolo Chains. È apparsa sulla copertina di L'Officiel di dicembre e sulla copertina di Asos nell'agosto 2015.
L'esordio come attrice è stato nell'horror Condemned, diretto da Eli Morgan Gesner e uscito nel novembre 2015. Il suo secondo è stato in Elvis & Nixon, uscito nell'aprile 2016. Nel 2021 ottiene il primo ruolo importante, recitando come co-protagonista nel film Una vita in fuga, diretto ed interpretato come protagonista dal padre.

## Filmografia

### Cinema
- Condemned, regia di Eli Morgan Gesner (2015)
- Elvis & Nixon, regia di Liza Johnson (2016)
- Night Hunter, regia di David Raymond (2018)
- Una vita in fuga (Flag Day), regia di Sean Penn (2021)

## Doppiatrici italiane
- Gemma Donati in Elvis & Nixon
- Giulia Franceschetti in Una vita in fuga
- Emanuela Damasio in Signs of Love - I segni dell'amore